# 三井アウトレットパーク 大阪鶴見

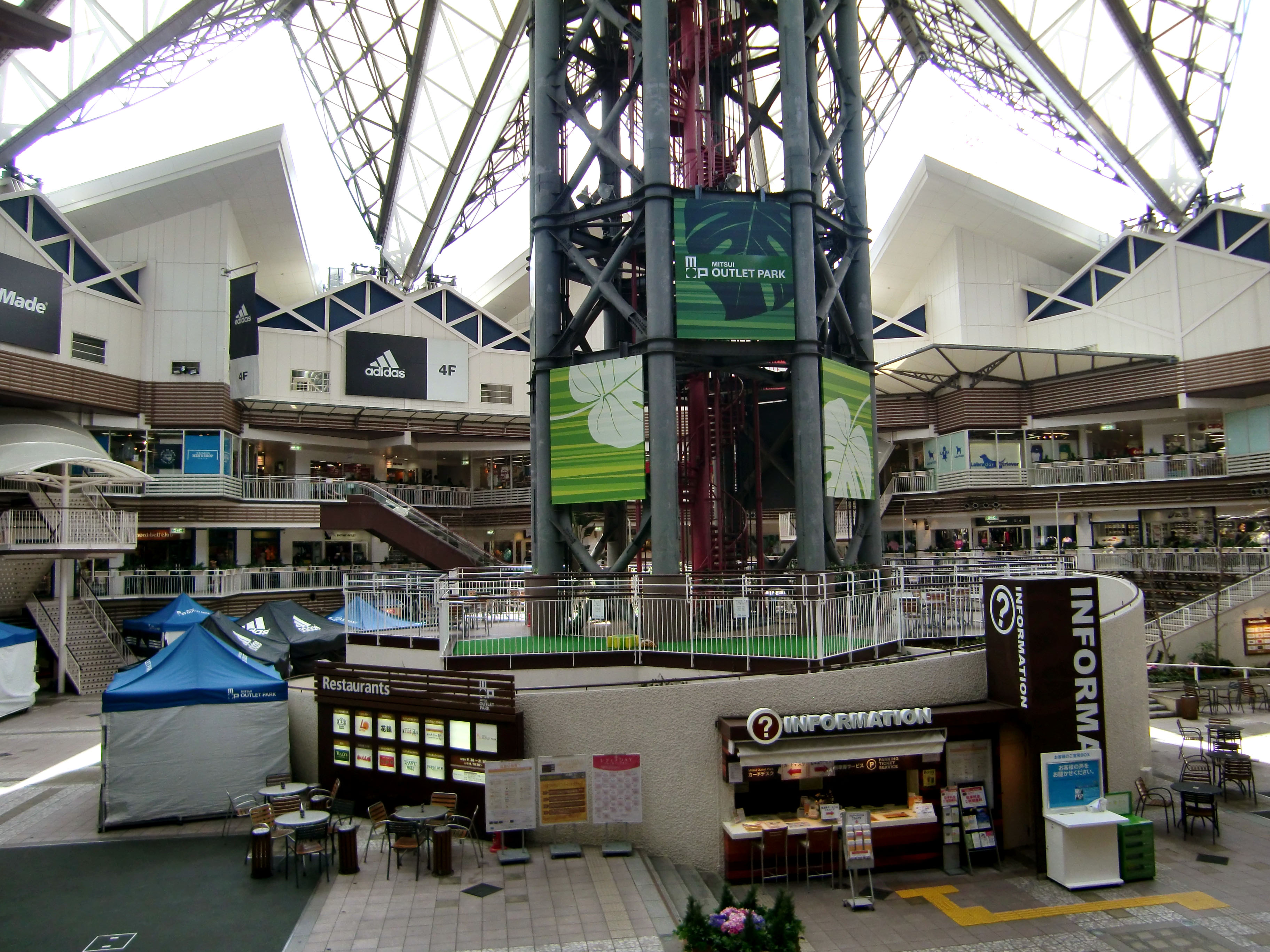
施設内部

三井アウトレットパーク 大阪鶴見（みついアウトレットパーク おおさかつるみ）は、大阪府大阪市鶴見区に所在していたアウトレットモール。東海地方・北陸3県を含む西日本初のアウトレットモールであり、三井不動産グループが展開する三井アウトレットパークの1号店であった。ただし、オープン当初は施設の名称が異なっていた（詳細は後述）。

## 施設概要
月下美人をモチーフにした建物が特徴的で、大阪鶴見花き地方卸売市場（大阪鶴見フラワーセンター）とアウトレットモール（三井アウトレットパーク大阪鶴見）からなる複合施設である。大阪府道2号大阪中央環状線沿いにある。
都市機能の多様なニーズの変貌は、花の卸売り市場までアミューズメント施設に変身させる。半地下に埋め込まれた1階2階は花の卸売り市場として機能し、3階以上は月下美人をイメージしてつくられた自在に開閉する大屋根のあるアトリウムを中心にスヌーピーをテーマとするグッズ、アウトレットショップの並ぶテーマパークとなっている。
このアミューズメント施設は花の施設として演出され、また住宅地に建ったこの巨大な施設を環境創造拠点として住民に親しめる空間として演出された。
中央にアトリウムのあるショッピングゾーンを中心に、周辺の外溝部は緑のボリュームにより巨大な建築を包む被膜であり、また緑化技術の展示空間でもある。周辺を回遊しながらテラスガーデン、ロックガーデン、野草、花木と庭園駐車場の垂直庭園と様々な庭園を楽しむことができるように配置されている。
散策路は古色のイタリア産大理石·チョットリーが緩やかにうねり、あるいは広場となり、花と調和するように配置されている。ここに花をテーマとした新しい都市型アミューズメント空間が出現した。
1・2Fは鶴見花き地方卸売市場（関係者のみ利用可能。但し見学申し込みがあった場合は見学可能だが、原則として花き生産者、フラワースクールなどの花き関係者、並びに学校の社会見学のみ）
3・4・5Fはアウトレットモールで、ファッション、スポーツ用品、3Fには軽食ショップも入店している。クレープとカレーパンが特に人気。なお、3Fにあった「スヌーピータウン」は、2006年2月に閉店した。3F中央にはイベントステージがあり、ストリートパフォーマー・ミュージシャンに広く開放されているほか、各種イベントも展開されている。
2008年4月1日より、三井不動産が運営するアウトレットモールの名称が『「三井アウトレットパーク」+「地域名称」』に変更・統一されたことに伴い、アウトレット部分が「鶴見はなぽ〜とブロッサム “ブロッサム”アウトレット」から「三井アウトレットパーク大阪鶴見」に改称された。ただし、花き市場を含めた複合施設としての愛称である「鶴見はなぽ〜とブロッサム」は変更されていないため、アウトレットの改称後も、一部の看板や府道2号線上にある著名地点標識などは「鶴見はなぽ〜とブロッサム」のままとなっている。
三井アウトレットパーク大阪門真とららぽーと門真が2023年4月17日に開業したことに伴い、移転のため同年3月12日に閉館した。なお、三井アウトレットパークは横浜ベイサイドとマリンピア神戸が建て替えのため一時閉館したことはあったが、完全閉館になるのはこれが初となる。

## 交通アクセス
- 門真南駅（Osaka Metro長堀鶴見緑地線）下車
- 大阪駅から大阪シティバス36系統で終点・地下鉄門真南停留所下車
- 門真市駅（京阪本線・大阪モノレール）から無料シャトルバス（毎日運行）

※守口市駅発無料シャトルバスは2018年11月30日で終了

## 周辺施設
- 大阪府立門真スポーツセンター（なみはやドーム）
- 花博記念公園鶴見緑地